# Чагин, Николай Михайлович
Николай Михайлович Чагин (1823, Орёл — 1909, Санкт-Петербург) — русский архитектор. Строил в стиле эклектика. Заведовал строительством православных храмов на западе Российской империи (в основном территория современных Литвы и Латвии). Академик архитектуры Императорской Академии художеств, действительный статский советник.

## Биография
Родился 8 (20) ноября 1823 года в Орле, в небогатой семье торговца обувью. Окончив городское трехклассное училище, обратил на себя внимание способностями к рисованию и черчению, ходатайством местного губернатора Н. В. Васильчикова Николай Чагин был отправлен за казенный счёт учиться в Петербургский технологический институт. Закончил его в 1845 году со званием учёного мастера и присвоением малой серебряной медали. Сразу же поступил на архитектурные курсы в Петербургскую академию художеств, где зимой учился рисованию и черчению, летом работал на строительстве железной дороги Петербург — Москва.
В 1848 году окончил обучение со званием неклассного художника-архитектора за проект «гимназии на 100 человек». Вскоре поступил на должность гражданского инженера при Гродненской палате государственных имуществ. В 1850 году был назначен архитектором по постройке православных церквей в Витебской и Могилевской губерниях. В 1850—1854 годах им было перестроено и построено 124 объекта. 13 августа 1853 года совет Академии художеств возвёл его в звание академика архитектуры. Член-корреспондент Петербургского общества архитекторов. Он был награждён орденами Св. Анны III степени и Св. Станислава III степени.
Работал архитектором церквей в Витебской и Моглёвской губерниях. С 1859 года занимал должность архитектора Виленского учебного округа, в 1864—1885 годах был архитектором Виленской губернии. 20 апреля 1881 года произведён в действительные статские советники. В 1885 году в связи с отказом губернатора Жемчужникова в предоставлении отпуска, уходит в отставку.
По его проекту в Вильно был перестроен дворец Сапег (1860), обновлены Пятницкая (1864) и Никольская церкви (1865), Пречистенский собор (1868); два последних храма — совместно с архитектором А. И. Резановым. Чагин также перестраивал бывший костёл Святого Казимира в собор Святого Николая (1867): уменьшена высота башен, перестроен купол, главный фасад декорирован в стиле рококо. По проекту Чагина построены церковь Святой великомученицы Екатерины (1871), ретроспективно- русская воскресенская церковь в городе Ошмяны, Беларусь,(1873), неоготическая колокольня костёла Святой Анны (1873). Построил усадьбу с несколькими зданиями на нынешних улицах Театр и Басанавичяус (1897).
Другие значительные проекты Чагина: больница в Ионишкелисе (1860), гимназия в Ковно (1862), несколько церквей в Литве, Белоруссии, Латвии.
К 1880-м годам митавский храм святых Симеона и Анны сильно обветшал без капитального ремонта. Кроме того, Митава (ныне Елгава) была центром Курляндской губернии; статус города при быстром росте его населения, в том числе и православного, требовали перестройки его кафедрального собора. Эта задача была возложена на Чагина. В конце 1888 года его проект был одобрен, а в начале 1890 года начались строительные работы, закончившиеся в ноябре 1892 года.
Одной из самых известных построек Чагина является Церковь Воскресения Христова в Форосе (1892).
Здания по проектам Чагина обычно в неовизантийском стиле, нередко с элементами других старых архитектурных стилей.
Умер 24 мая (6 июня) 1909 года в доме своего сына в Санкт-Петербурге. Похоронен на Никольском кладбище Александро-Невской лавры. 

## Награды
- Орден Св. Станислава 3-й ст.
- Орден Св. Анны 3-й ст.
- Орден Св. Станислава 2-й ст. с императорской короной (1869)[4]
- Орден Св. Анны 2-й ст. (1872)[4]
- Орден Св. Владимира 3-й ст. (1875)[4]
- Орден Св. Анны 1-й ст.
- Бронзовая медаль «В память войны 1853—1856»[4]
- Медаль «За усмирение Польского мятежа»[4]

## Галерея
- Храмы, построенные по проектам Н. М. Чагина
- Пречистенский собор (Вильнюс)
- Пятницкая церковь (Вильнюс)
- Церковь Преподобной Евфросинии (Вильнюс)
- Софийский собор (Гродно)
- Интерьер собора в Херсонесе
- Воскресенская церковь (Форос)
- Церковь Святой великомученицы Екатерины (Вильнюс)
- Колокольня костёла Святой Анны (Вильнюс)
- Собор Симеона и Анны (Елгава)
- Церковь Воскресения Христова, Форос